# Złoty Glob za najlepszy film nieanglojęzyczny
Złote Globy za najlepszy film nieanglojęzyczny – kategoria Złotych Globów, przyznawana od 1950 roku, przez Hollywoodzkie Stowarzyszenie Prasy Zagranicznej. Najczęściej nagradzane były filmy z Wielkiej Brytanii, Francji i Hiszpanii. Była także przyznawana nagroda dla najlepszego filmu zagranicznego anglojęzycznego.

## Najlepszy film zagraniczny
1950: Złodzieje rowerów (Włochy)

nominacje:
- Stracone złudzenia (Wielka Brytania)

1951:
1952:
1953:
1954:
1955:
1956:
1957:
1958:
1959:

## Najlepszy film nieanglojęzyczny

### Lata 60.
| Rok  | Film                                 | Kraj produkcji        | Reżyser             |
| ---- | ------------------------------------ | --------------------- | ------------------- |
| 1965 | Giulietta i duchy                    | Włochy                | Federico Fellini    |
| 1965 | Krąg                                 | Francja               | Roger Vadim         |
| 1965 | Parasolki z Cherbourga               | Szwecja               | Jacques Demy        |
| 1965 | Rudobrody                            | Japonia               | Akira Kurosawa      |
| 1965 | Tarahumara                           | Meksyk                | Luis Alcoriza       |
| 1966 | Kobieta i mężczyzna                  | Francja               | Claude Lelouch      |
| 1966 | Hamlet                               | ZSRR                  | Grigorij Kozincew   |
| 1966 | Miłość blondynki                     | Czechosłowacja        | Miloš Forman        |
| 1966 | Panie i panowie                      | Włochy                | Pietro Germi        |
| 1966 | Na pewno nie w niedzielę             | Francja/Izrael/Włochy | Alex Joffé          |
| 1967 | Żyć, aby żyć                         | Francja               | Claude Lelouch      |
| 1967 | Mężczyzna kochający                  | Francja/Włochy        | Pietro Germi        |
| 1967 | Miłość Elwiry Madigan                | Szwecja               | Bo Widerberg        |
| 1967 | Obcy                                 | Francja               | Luchino Visconti    |
| 1967 | Pociągi pod specjalnym nadzorem      | Czechosłowacja        | Jiří Menzel         |
| 1968 | Wojna i pokój                        | ZSRR                  | Siergiej Bondarczuk |
| 1968 | Hańba                                | Szwecja               | Ingmar Bergman      |
| 1968 | Panna młoda w żałobie                | Francja               | François Truffaut   |
| 1968 | Skradzione pocałunki                 | Francja               | François Truffaut   |
| 1968 | Spotkałem nawet szczęśliwych Cyganów | Jugosławia            | Aleksandar Petrović |
| 1969 | Z                                    | Algieria              | Costa-Gavras        |
| 1969 | Adalen 31                            | Szwecja               | Bo Widerberg        |
| 1969 | Dziewczęta na słońcu                 | Grecja                | Wasilis Georgiadis  |
| 1969 | Kanał Blaumilcha                     | Izrael                | Ephraim Kishon      |
| 1969 | Satyricon                            | Włochy                | Federico Fellini    |

### Lata 70.
| Rok                        | Film                                                    | Kraj produkcji    | Reżyser                  |
| -------------------------- | ------------------------------------------------------- | ----------------- | ------------------------ |
| 1970                       | Pasażer w deszczu                                       | Francja           | René Clément             |
| 1970                       | Borsalino                                               | Francja/Włochy    | Jacques Deray            |
| 1970                       | Klient w martwym sezonie                                | Francja/Izrael    | Mosze Mizrachi           |
| 1970                       | Spowiedź                                                | Francja           | Costa-Gavras             |
| 1970                       | Śledztwo w sprawie obywatela poza wszelkim podejrzeniem | Włochy            | Elio Petri               |
| 1971                       | Policjant                                               | Izrael            | Ephraim Kishon           |
| 1971                       | Czajkowski                                              | ZSRR              | Igor Tałankin            |
| 1971                       | Kolano Klary                                            | Francja           | Éric Rohmer              |
| 1971                       | Konformista                                             | Włochy            | Bernardo Bertolucci      |
| 1971                       | Umrzeć z miłości                                        | Francja           | André Cayatte            |
| 1972                       | Emigranci                                               | Szwecja           | Jan Troell               |
| 1972                       | Osadnicy                                                | Szwecja           | Jan Troell               |
| 1972                       | Dyskretny urok burżuazji                                | Francja           | Luis Buñuel              |
| 1972                       | Espejismo                                               | Peru              | Armando Robles Godoy     |
| 1972                       | Rzym                                                    | Włochy            | Federico Fellini         |
| 1972                       | Szepty i krzyki                                         | Szwecja           | Ingmar Bergman           |
| Najlepszy film zagraniczny |                                                         |                   |                          |
| 1973                       | Przechodzień                                            | RFN               | Maximilian Schell        |
| 1973                       | Alfredo, Alfredo                                        | Włochy            | Pietro Germi             |
| 1973                       | Kazablan                                                | Izrael            | Menahem Golan            |
| 1973                       | Noc amerykańska                                         | Francja           | François Truffaut        |
| 1973                       | Stan oblężenia                                          | Francja           | Costa-Gavras             |
| 1974                       | Sceny z życia małżeńskiego                              | Szwecja           | Ingmar Bergman           |
| 1974                       | Amarcord                                                | Włochy            | Federico Fellini         |
| 1974                       | Kariera Duddy Kravitza                                  | Kanada            | Ted Kotcheff             |
| 1974                       | Lacombe Lucien                                          | Francja           | Louis Malle              |
| 1974                       | Przygody rabina Jakuba                                  | Francja           | Gérard Oury              |
| 1975                       | Kłamstwa mojego taty                                    | Kanada            | Ján Kadár                |
| 1975                       | Całe nasze życie                                        | Francja           | Claude Lelouch           |
| 1975                       | Czarodziejski flet                                      | Szwecja           | Ingmar Bergman           |
| 1975                       | Hedda                                                   | Wielka Brytania   | Trevor Nunn              |
| 1975                       | Sekcja specjalna                                        | Francja           | Costa-Gavras             |
| 1976                       | Twarzą w twarz                                          | Szwecja           | Ingmar Bergman           |
| 1976                       | Kieszonkowe                                             | Francja           | François Truffaut        |
| 1976                       | Kuzyn, kuzynka                                          | Francja           | Jean-Charles Tacchella   |
| 1976                       | Pantofelek i róża                                       | Wielka Brytania   | Bryan Forbes             |
| 1976                       | Siedem piękności Pasqualino                             | Włochy            | Lina Wertmüller          |
| 1977                       | Szczególny dzień                                        | Włochy/ Kanada    | Ettore Scola             |
| 1977                       | Jak zrobić słonia w trąbę                               | Francja           | Yves Robert              |
| 1977                       | Mroczny przedmiot pożądania                             | Francja/Hiszpania | Luis Buñuel              |
| 1977                       | Nakarmić kruki                                          | Hiszpania         | Carlos Saura             |
| 1977                       | Życie przed sobą                                        | Francja           | Mosze Mizrachi           |
| 1978                       | Jesienna sonata                                         | Szwecja           | Ingmar Bergman           |
| 1978                       | Dona Flor i jej dwóch mężów                             | Brazylia          | Bruno Barreto            |
| 1978                       | Krzyk kobiet                                            | Grecja            | Jules Dassin             |
| 1978                       | Lody na patyku                                          | Izrael            | Bo’az Dawidson           |
| 1978                       | Przygotujcie chusteczki                                 | Francja           | Bertrand Blier           |
| 1978                       | Śmierć na Nilu                                          | Wielka Brytania   | John Guillermin          |
| 1979                       | Klatka szaleńców                                        | Francja/ Włochy   | Édouard Molinaro         |
| 1979                       | Europejczycy                                            | Wielka Brytania   | James Ivory              |
| 1979                       | Małżeństwo Marii Braun                                  | RFN               | Rainer Werner Fassbinder |
| 1979                       | Mój Boże, jak ja nisko upadłam!                         | Włochy            | Luigi Comencini          |
| 1979                       | Żołnierz Orański                                        | Holandia          | Paul Verhoeven           |

### Lata 80.
| Rok                        | Film                                  | Kraj produkcji           | Reżyser                    |
| -------------------------- | ------------------------------------- | ------------------------ | -------------------------- |
| 1980                       | Tess                                  | Wielka Brytania/ Francja | Roman Polański             |
| 1980                       | Kuracja specjalna                     | Jugosławia               | Goran Paskaljević          |
| 1980                       | Moja wspaniała kariera                | Australia                | Gillian Armstrong          |
| 1980                       | Ostatnie metro                        | Francja                  | François Truffaut          |
| 1980                       | Sobowtór                              | Japonia                  | Akira Kurosawa             |
| 1980                       | Sprawa Moranta                        | Australia                | Bruce Beresford            |
| 1981                       | Rydwany ognia                         | Wielka Brytania          | Hugh Hudson                |
| 1981                       | Atlantic City                         | Francja                  | Louis Malle                |
| 1981                       | Gallipoli                             | Australia                | Peter Weir                 |
| 1981                       | Okręt                                 | RFN                      | Wolfgang Petersen          |
| 1981                       | Pixote                                | Brazylia                 | Héctor Babenco             |
| 1982                       | Gandhi                                | Wielka Brytania/ Indie   | Richard Attenborough       |
| 1982                       | Człowiek znad Śnieżnej Rzeki          | Australia                | George Miller              |
| 1982                       | Droga                                 | Szwajcaria/Turcja        | Yılmaz Güney i Şerif Gören |
| 1982                       | Fitzcarraldo                          | RFN                      | Werner Herzog              |
| 1982                       | La Traviata                           | Włochy                   | Franco Zeffirelli          |
| 1982                       | Walka o ogień                         | Francja                  | Jean-Jacques Annaud        |
| 1983                       | Fanny i Aleksander                    | Szwecja                  | Ingmar Bergman             |
| 1983                       | Carmen                                | Hiszpania                | Carlos Saura               |
| 1983                       | Edukacja Rity                         | Wielka Brytania          | Lewis Gilbert              |
| 1983                       | Garderobiany                          | Wielka Brytania          | Peter Yates                |
| 1983                       | Szary lis                             | Kanada                   | Phillip Borsos             |
| 1984                       | Podróż do Indii                       | Wielka Brytania          | David Lean                 |
| 1984                       | Carmen                                | Hiszpania                | Francesco Rosi             |
| 1984                       | Niedziela na wsi                      | Francja                  | Bertrand Tavernier         |
| 1984                       | Paryż, Teksas                         | RFN/Francja              | Wim Wenders                |
| 1984                       | Przekątna gońca                       | Szwajcaria               | Richard Dembo              |
| 1985                       | Wersja oficjalna                      | Argentyna                | Luis Puenzo                |
| 1985                       | Ojciec w podróży służbowej            | Jugosławia               | Emir Kusturica             |
| 1985                       | Pułkownik Redl                        | Węgry                    | István Szabó               |
| 1985                       | Ran                                   | Japonia                  | Akira Kurosawa             |
| 1985                       | Rok spokojnego słońca                 | Polska                   | Krzysztof Zanussi          |
| Najlepszy film zagraniczny |                                       |                          |                            |
| 1986                       | Zamach                                | Holandia                 | Fons Rademakers            |
| 1986                       | Betty Blue                            | Francja                  | Jean-Jacques Beineix       |
| 1986                       | Ginger i Fred                         | Włochy                   | Federico Fellini           |
| 1986                       | Otello                                | Włochy                   | Franco Zeffirelli          |
| 1986                       | Trzech mężczyzn i niemowlę            | Francja                  | Coline Serreau             |
| 1987                       | Moje pieskie życie                    | Szwecja                  | Lasse Hallström            |
| 1987                       | Do zobaczenia, chłopcy                | Francja                  | Louis Malle                |
| 1987                       | Jean de Florette                      | Francja                  | Claude Berri               |
| 1987                       | Oczy czarne                           | Włochy                   | Nikita Michałkow           |
| 1987                       | Pokuta                                | ZSRR                     | Tengiz Abuładze            |
| 1988                       | Pelle zwycięzca                       | Dania                    | Bille August               |
| 1988                       | Hanussen                              | RFN                      | István Szabó               |
| 1988                       | Kobiety na skraju załamania nerwowego | Hiszpania                | Pedro Almodóvar            |
| 1988                       | Salaam Bombay!                        | Indie                    | Mira Nair                  |
| 1988                       | Uczta Babette                         | Dania                    | Gabriel Axel               |
| 1989                       | Cinema Paradiso                       | Włochy                   | Giuseppe Tornatore         |
| 1989                       | Camille Claudel                       | Francja                  | Bruno Nuytten              |
| 1989                       | Jezus z Montrealu                     | Kanada                   | Denys Arcand               |
| 1989                       | Sprawa kobiet                         | Francja                  | Claude Chabrol             |
| 1989                       | Život sa stricem                      | Jugosławia               | Krsto Papić                |

### Lata 90.
| Rok  | Film                            | Kraj produkcji                   | Reżyser                 |
| ---- | ------------------------------- | -------------------------------- | ----------------------- |
| 1990 | Cyrano de Bergerac              | Francja                          | Jean-Paul Rappeneau     |
| 1990 | Okropna dziewczyna              | Niemcy                           | Michael Verhoeven       |
| 1990 | Requiem dla Dominika            | Austria                          | Robert Dornhelm         |
| 1990 | Sny                             | USA/Japonia                      | Akira Kurosawa          |
| 1990 | Taxi Blues                      | ZSRR                             | Pawieł Łungin           |
| 1991 | Europa, Europa                  | Niemcy/ Izrael/ Polska           | Agnieszka Holland       |
| 1991 | Nikita                          | Francja                          | Luc Besson              |
| 1991 | Pani Bovary                     | Francja                          | Claude Chabrol          |
| 1991 | Podwójne życie Weroniki         | Polska/Francja                   | Krzysztof Kieślowski    |
| 1991 | Wysokie obcasy                  | Hiszpania                        | Pedro Almodóvar         |
| 1991 | Zaginiony na Syberii            | ZSRR                             | Aleksandr Mitta         |
| 1992 | Indochiny                       | Francja                          | Régis Wargnier          |
| 1992 | Przepiórki w płatkach róży      | Meksyk                           | Alfonso Arau            |
| 1992 | Schtonk!                        | Niemcy                           | Helmut Dietl            |
| 1992 | Urga                            | Rosja                            | Nikita Michałkow        |
| 1992 | Wszystkie poranki świata        | Francja                          | Alain Corneau           |
| 1993 | Żegnaj, moja konkubino          | Hongkong                         | Chen Kaige              |
| 1993 | Justiz                          | Niemcy                           | Hans W. Geißendörfer    |
| 1993 | Przyjęcie weselne               | Tajwan                           | Ang Lee                 |
| 1993 | Trzy kolory. Niebieski          | Polska                           | Krzysztof Kieślowski    |
| 1993 | Ucieczka niewinnego             | Włochy                           | Carlo Carlei            |
| 1994 | Farinelli: ostatni kastrat      | Belgia/ Francja/ Włochy          | Gérard Corbiau          |
| 1994 | Jedz i pij, mężczyzno i kobieto | Tajwan                           | Ang Lee                 |
| 1994 | Królowa Margot                  | Francja                          | Patrice Chéreau         |
| 1994 | Trzy kolory. Czerwony           | Polska/Szwajcaria                | Krzysztof Kieślowski    |
| 1994 | Żyć!                            | Hongkong                         | Zhang Yimou             |
| 1995 | Nędznicy                        | Francja                          | Claude Lelouch          |
| 1995 | Brat snu                        | Niemcy                           | Joseph Vilsmaier        |
| 1995 | Jak dwa krokodyle               | Włochy                           | Giacomo Campiotti       |
| 1995 | Kochanek czy kochanka           | Francja                          | Josiane Balasko         |
| 1995 | Szanghajska triada              | Chiny                            | Zhang Yimou             |
| 1996 | Kola                            | Czechy                           | Jan Svěrák              |
| 1996 | Jeniec Kaukazu                  | Rosja                            | Siergiej Bodrow         |
| 1996 | Luna e l’altra                  | Włochy                           | Maurizio Nichetti       |
| 1996 | Ósmy dzień                      | Belgia                           | Jaco Van Dormael        |
| 1996 | Śmieszność                      | Francja                          | Patrice Leconte         |
| 1997 | Różowe lata                     | Belgia                           | Alain Berliner          |
| 1997 | Artemisia                       | Francja                          | Agnès Merlet            |
| 1997 | Lea                             | Niemcy                           | Ivan Fíla               |
| 1997 | Właściwy mężczyzna              | Włochy                           | Pupi Avati              |
| 1997 | Złodziej                        | Rosja                            | Paweł Czuchraj          |
| 1998 | Dworzec nadziei                 | Brazylia                         | Walter Salles           |
| 1998 | Polska narzeczona               | Holandia                         | Karim Traïdia           |
| 1998 | Festen                          | Dania                            | Thomas Vinterberg       |
| 1998 | Ludzie z bronią                 | USA                              | John Sayles             |
| 1998 | Tango                           | Hiszpania                        | Carlos Saura            |
| 1999 | Wszystko o mojej matce          | Hiszpania                        | Bruce Cohen i Dan Jinks |
| 1999 | Aimee i Jaguar                  | Niemcy                           | Max Färberböck          |
| 1999 | Dziewczyna na moście            | Francja                          | Patrice Leconte         |
| 1999 | Purpurowe skrzypce              | Kanada/Włochy                    | François Girard         |
| 1999 | Wschód-Zachód                   | Bułgaria/Francja/Rosja/Hiszpania | Régis Wargnier          |

### 2000–2009
| Rok  | Film                            | Kraj produkcji             | Reżyser                            |
| ---- | ------------------------------- | -------------------------- | ---------------------------------- |
| 2000 | Przyczajony tygrys, ukryty smok | Tajwan                     | Ang Lee                            |
| 2000 | Amores perros                   | Meksyk                     | Alejandro González Iñárritu        |
| 2000 | Sto kroków                      | Włochy                     | Marco Tullio Giordana              |
| 2000 | Malena                          | Włochy                     | Giuseppe Tornatore                 |
| 2000 | Wdowa św. Piotra                | Francja                    | Patrice Leconte                    |
| 2001 | Ziemia niczyja                  | Bośnia i Hercegowina       | Danis Tanović                      |
| 2001 | Amelia                          | Francja                    | Jean-Pierre Jeunet                 |
| 2001 | I twoją matkę też               | Meksyk                     | Alfonso Cuarón                     |
| 2001 | Monsunowe wesele                | Indie                      | Mira Nair                          |
| 2001 | W cieniu słońca                 | Brazylia                   | Walter Salles                      |
| 2002 | Porozmawiaj z nią               | Hiszpania                  | Pedro Almodóvar                    |
| 2002 | Balzac i mała Chinka            | Francja                    | Dai Sijie                          |
| 2002 | Hero                            | Chiny                      | Zhang Yimou                        |
| 2002 | Miasto Boga                     | Brazylia                   | Fernando Meirelles, Katia Lund     |
| 2002 | Nigdzie w Afryce                | Niemcy                     | Caroline Link                      |
| 2002 | Zbrodnia ojca Amaro             | Meksyk                     | Carlos Carrera                     |
| 2003 | Osama                           | Afganistan                 | Siddiq Barmak                      |
| 2003 | Good bye, Lenin!                | Niemcy                     | Wolfgang Becker                    |
| 2003 | Inwazja barbarzyńców            | Kanada                     | Denys Arcand                       |
| 2003 | Pan Ibrahim i kwiaty Koranu     | Francja                    | François Dupeyron                  |
| 2003 | Powrót                          | Rosja                      | Andriej Zwiagincew                 |
| 2004 | W stronę morza                  | Hiszpania                  | Alejandro Amenábar                 |
| 2004 | Bardzo długie zaręczyny         | Francja                    | Jean-Pierre Jeunet                 |
| 2004 | Dom latających sztyletów        | Hongkong                   | Zhang Yimou                        |
| 2004 | Dzienniki motocyklowe           | Meksyk                     | Walter Salles                      |
| 2004 | Pan od muzyki                   | Francja                    | Christophe Barratier               |
| 2005 | Przystanek Raj                  | Palestyna                  | Hany Abu-Assad                     |
| 2005 | Boże Narodzenie                 | Francja                    | Christian Carion                   |
| 2005 | Kung fu szał                    | Chiny                      | Stephen Chow                       |
| 2005 | Przysięga                       | Chiny                      | Chen Kaige                         |
| 2005 | Tsotsi                          | RPA                        | Gavin Hood                         |
| 2006 | Listy z Iwo Jimy                | Japonia/ Stany Zjednoczone | Clint Eastwood                     |
| 2006 | Apocalypto                      | USA                        | Mel Gibson                         |
| 2006 | Labirynt fauna                  | Meksyk/Hiszpania/USA       | Guillermo del Toro                 |
| 2006 | Volver                          | Hiszpania                  | Pedro Almodóvar                    |
| 2006 | Życie na podsłuchu              | Niemcy                     | Florian Henckel von Donnersmarck   |
| 2007 | Motyl i skafander               | Francja/ Stany Zjednoczone | Julian Schnabel                    |
| 2007 | 4 miesiące, 3 tygodnie i 2 dni  | Rumunia                    | Cristian Mungiu                    |
| 2007 | Chłopiec z latawcem             | USA                        | Marc Forster                       |
| 2007 | Ostrożnie, pożądanie            | Tajwan/USA/Chiny           | Ang Lee                            |
| 2007 | Persepolis                      | Francja                    | Vincent Paronnaud, Marjane Satrapi |
| 2008 | Walc z Baszirem                 | Izrael                     | Ari Folman                         |
| 2008 | Baader-Meinhof                  | Niemcy                     | Uli Edel                           |
| 2008 | Gomorra                         | Włochy                     | Matteo Garrone                     |
| 2008 | Kocham cię od tak dawna         | Francja                    | Philippe Claudel                   |
| 2008 | Uwiecznione chwile              | Szwecja                    | Jan Troell                         |
| 2009 | Biała wstążka                   | Niemcy                     | Michael Haneke                     |
| 2009 | Baaria                          | Włochy                     | Giuseppe Tornatore                 |
| 2009 | Prorok                          | Francja                    | Jacques Audiard                    |
| 2009 | Przerwane objęcia               | Hiszpania                  | Pedro Almodóvar                    |
| 2009 | Służąca                         | Chile                      | Sebastian Silva                    |

### 2010–2019
| Rok  | Film                        | Kraj produkcji                | Reżyser                          |
| ---- | --------------------------- | ----------------------------- | -------------------------------- |
| 2010 | W lepszym świecie           | Dania                         | Susanne Bier                     |
| 2010 | Biutiful                    | Meksyk / Hiszpania            | Alejandro González Iñárritu      |
| 2010 | Koncert                     | Francja                       | Radu Mihăileanu                  |
| 2010 | Na końcu świata             | Rosja                         | Aleksiej Uczitiel                |
| 2010 | Jestem miłością             | Włochy                        | Luca Guadagnino                  |
| 2011 | Rozstanie                   | Iran                          | Asghar Farhadi                   |
| 2011 | Kraina miodu i krwi         | USA                           | Angelina Jolie                   |
| 2011 | Kwiaty wojny                | Chiny                         | Zhang Yimou                      |
| 2011 | Chłopiec na rowerze         | Belgia                        | Jean-Pierre i Luc Dardenne       |
| 2011 | Skóra, w której żyję        | Hiszpania                     | Pedro Almodóvar                  |
| 2012 | Miłość                      | Austria                       | Michael Haneke                   |
| 2012 | Kochanek królowej           | Dania / Szwecja / Czechy      | Nikolaj Arcel                    |
| 2012 | Nietykalni                  | Francja                       | Olivier Nakache, Éric Toledano   |
| 2012 | Z krwi i kości              | Francja / Belgia              | Jacques Audiard                  |
| 2012 | Wyprawa Kon-Tiki            | Norwegia                      | Joachim Rønning, Espen Sandberg  |
| 2013 | Wielkie piękno              | Włochy                        | Paolo Sorrentino                 |
| 2013 | Życie Adeli                 | Francja                       | Abdellatif Kechiche              |
| 2013 | Polowanie                   | Dania                         | Thomas Vinterberg                |
| 2013 | Przeszłość                  | Iran                          | Asghar Farhadi                   |
| 2013 | Zrywa się wiatr             | Japonia                       | Hayao Miyazaki                   |
| 2014 | Lewiatan                    | Rosja                         | Andriej Zwiagincew               |
| 2014 | Ida                         | Polska                        | Paweł Pawlikowski                |
| 2014 | Mandarynki                  | Estonia                       | Zaza Uruszadze                   |
| 2014 | Turysta                     | Szwecja                       | Ruben Östlund                    |
| 2014 | Viviane chce się rozwieść   | Izrael                        | Ronit Elkabetz, Szlomi Elkabetz  |
| 2015 | Syn Szawła                  | Węgry                         | László Nemes                     |
| 2015 | Zupełnie Nowy Testament     | Francja / Belgia / Luksemburg | Jaco Van Dormael                 |
| 2015 | El Club                     | Hiszpania                     | Pablo Larraín                    |
| 2015 | Szermierz                   | Finlandia / Niemcy / Estonia  | Klaus Härö                       |
| 2015 | Mustang                     | Francja                       | Deniz Gamze Ergüven              |
| 2016 | Elle                        | Francja                       | Paul Verhoeven                   |
| 2016 | Divines                     | Francja                       | Houda Benyamina                  |
| 2016 | Neruda                      | Chile                         | Pablo Larraín                    |
| 2016 | Klient                      | Iran / Francja                | Asghar Farhadi                   |
| 2016 | Toni Erdmann                | Niemcy                        | Maren Ade                        |
| 2017 | W ułamku sekundy            | Niemcy                        | Fatih Akın                       |
| 2017 | The Square                  | Szwecja / Dania               | Ruben Östlund                    |
| 2017 | Fantastyczna kobieta        | Chile                         | Sebastián Lelio                  |
| 2017 | Najpierw zabili mojego ojca | Kambodża                      | Angelina Jolie                   |
| 2017 | Niemiłość                   | Rosja                         | Andriej Zwiagincew               |
| 2018 | Roma                        | Meksyk                        | Alfonso Cuarón                   |
| 2018 | Dziewczyna                  | Belgia                        | Lukas Dhont                      |
| 2018 | Kafarnaum                   | Liban                         | Nadine Labaki                    |
| 2018 | Złodziejaszki               | Japonia                       | Hirokazu Koreeda                 |
| 2018 | Obrazy bez autora           | Niemcy                        | Florian Henckel von Donnersmarck |
| 2019 | Parasite                    | Korea Południowa              | Bong Joon-ho                     |
| 2019 | Kłamstewko                  | USA/Chiny                     | Lulu Wang                        |
| 2019 | Ból i blask                 | Hiszpania                     | Pedro Almodóvar                  |
| 2019 | Nędznicy                    | Francja                       | Ladj Ly                          |
| 2019 | Portret kobiety w ogniu     | Francja                       | Céline Sciamma                   |

### 2020–2029
| Rok  | Film              | Kraj produkcji    | Reżyser            |
| ---- | ----------------- | ----------------- | ------------------ |
| 2020 | Minari            | Stany Zjednoczone | Lee Isaac Chung    |
| 2020 | My dwie           | Francja           | Filippo Meneghetti |
| 2020 | Na rauszu         | Dania             | Thomas Vinterberg  |
| 2020 | Płacząca kobieta  | Gwatemala         | Jayro Bustamante   |
| 2020 | Życie przed sobą  | Włochy            | Edoardo Ponti      |
| 2021 | Drive My Car      | Japonia           | Ryūsuke Hamaguchi  |
| 2021 | Bohater           | Iran              | Asghar Farhadi     |
| 2021 | Przedział nr 6    | Finlandia         | Juho Kuosmanen     |
| 2021 | Matki równoległe  | Hiszpania         | Pedro Almodóvar    |
| 2021 | To była ręka Boga | Włochy            | Paolo Sorrentino   |